# Simone Thomalla
Pour les articles homonymes, voir Thomalla.
Simone Thomalla, née le 11 avril 1965 à Leipzig en République démocratique allemande, est une actrice, chanteuse et écrivaine allemande.

## Biographie
Elle naît en 1965 à Leipzig dans la Saxe. Elle commence sa carrière cinématographique dans les années 1980.

## Vie privée
Elle épouse l'acteur André Vetters en 1991 et divorce en 1995, ensemble, ils ont une fille, l'actrice allemande Sophia Thomalla,. Elle a été en couple avec l'entraîneur de football Rudi Assauer. Elle est aujourd'hui en couple avec le handballeur international allemand Silvio Heinevetter, de 19 ans son cadet,,.

## Filmographie

### Cinéma
- 1988 : In einem Atem
- 1989 : Zwei schräge Vögel (de) de Erwin Stranka : Petra Anschuetz
- 1989 : Immense de Klaus Gendries (de)
- 1991 : The Capped Watch de Gunter Friedrich (de) : Krimhild
- 1992 : Cosimas Lexikon de Peter Kahane (de)
- 1994 : Das Phantom – Die Jagd nach Dagobert (de) de Roland Suso Richter
- 2001 : Ein Vater zum Verlieben (de) de Sigi Rothemund
- 2004 : Ein Fall für den Fuchs - Göttergatte und Ganove de Rolf Silber
- 2007 : Frühstück mit einer Unbekannten (de) de Maria von Heland (en)
- 2009 : Zwei schräge Vögel
- 2009 : Liebe macht sexy de Michael Rowitz
- 2009 : Les Contes de Grimm : Cendrillon de Susanne Tanke : Therese
- 2010 : Closer than Blood de Oliver Kienle (de)
- 2010 : Bei manchen Männern hilft nur Voodoo (de) de Thomas Nennstiel (de) : Doris Günther
- 2010 : Familie Fröhlich - Schlimmer geht immer (de) de Thomas Nennstiel
- 2011 : Für immer Frühling (de) de Michael Karen (de)
- 2013 : Nach all den Jahren de Michael Rowitz (de)
- 2015 : Frühling zu zweit (de) de Michael Karen
- 2016 : Hundertmal Frühling (de) de Lutz Konermann (de)

### Télévision
- Durchreise – Die Geschichte einer Firma (de)
- Tatort

## Livres
- Die Krimis: Simone Thomalla liest Am seidenen Faden : gekürzte Lesung / von Joy Fielding. 03 : Co-écrit avec la romancière canadienne Joy Fielding.

## Album studio

### Comédie musicale
- 1991 : Abenteuer[7]